# Burmazi

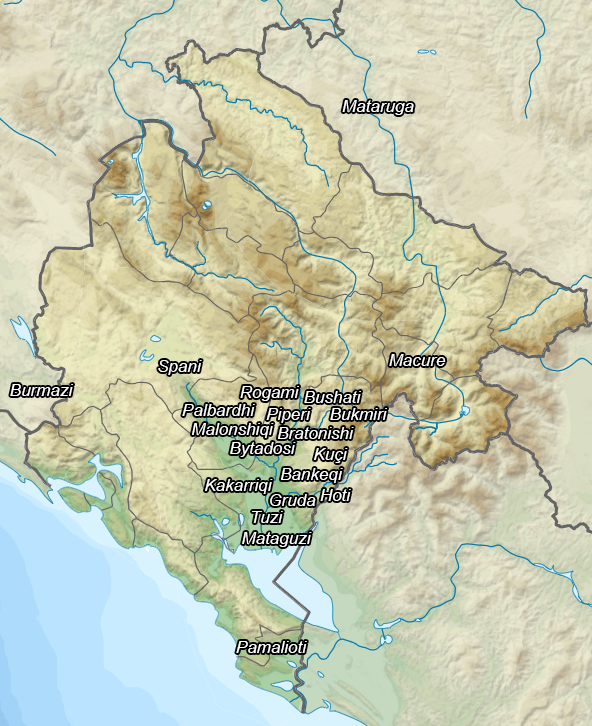
Siedlungsgebiete der Albanischen Stämme in der alten Herzegowina

Burmazi war ein albanischer Stamm (fis), der im Mittelalter in der Herzegowina lebte.

## Bedeutung
Der Name Burmazi setzt sich aus den albanischen Wörtern burr (Mann) + madh (groß oder großartig) zusammen. Die Form Burmazi anstelle von Burmadhi bezeichnet ein beibehaltenes Merkmal aus einer älteren Phase in der albanischen Sprache, bevor /z/ sich in den stimmhaften Dentalfrikativ /ð/ verwandelte.

## Geschichte
Ursprünglich handelte es sich um eine auf Verwandtschaftsbeziehungen basierende halbnomadische Gemeinschaft, die in nicht dauerhaften Siedlungen (katund) lebte. Burmazi tauchen erstmals im Jahr 1300 als Stamm auf, der in der Gegend um Stolac und Trebinje lebte. In den Archiven von Ragusa werden sie hinsichtlich ihrer sozialen und wirtschaftlichen Organisation mit den ebenfalls pastoralen Vlachen zusammengefasst, deren Name alle halbnomadischen Pastoralisten in der Gegend umfasste, ansonsten aber als Albaner verzeichnet war. Bis 1343 hatten sie einen höheren sozialen Status und begannen, in ragusanischen Dokumenten auch als Händler zwischen dem Hinterland von Herzegowina und Ragusa aufzutreten.
Im Laufe der Zeit wurden sie slawisiert. Dieser Prozess begann im späten 14. Jahrhundert, als sie allmählich von der Einsprachigkeit auf Albanisch zur Zweisprachigkeit auf Albanisch und Slawisch übergingen. Dies spiegelt sich auch in ihrer Anthroponymie wider, da in ihrer slawischen Übersetzung Velislav begonnen wurde, persönliche Namen wie Burmaz zu verwenden. Zu Beginn des 15. Jahrhunderts begannen sie, sich dauerhaft im Gebiet des heutigen Dorfes Burmazi niederzulassen und konzentrierten sich weiter auf Ljubomir und Domaševo in Trebinje. Auch das Dorf Arbanaška ist mit ihnen verbunden. Die osmanische Eroberung der Herzegowina führte zu einem dreifachen demografischen Wandel in Burmazi. Ein Teil der Bevölkerung konvertierte zum Islam und begann, in die neu entstandenen osmanischen städtischen Zentren Bosniens zu ziehen. Ein größerer Teil verließ das Gebiet und ließ sich im dalmatinischen Hinterland in Šibenik und im Dorf Ogorje in Muć, auf der Insel Korčula und insbesondere im Dorf Vela Luka, im Dorf Blata, in Makarska und in Kaštel in Istrien nieder. Eine spätere dritte Auswanderungswelle in Richtung Serbien fand in der Gegend von Vrnjacka Banja statt.
Das heutige Dorf Burmazi ist aufgrund der Jugoslawienkriege zwischen den Gemeinden Stolac und Berkovići aufgeteilt. In Burmazi identifizieren sich die meisten als Kroaten und in Berkovići identifizieren sich die meisten als Serben. Einige derjenigen, die ihren jüngsten Ursprung auf dieses Dorf zurückführen, identifizieren sich ebenfalls als Bosniaken.
Die Nachnamen Burmazović und Burmazević haben ihren Ursprung in diesem Stamm. Zu den Bruderschaften von Burmazi gehörten auch die Zotovići, die Milkovići und die Gledjevići, die seit dem späten 14. Jahrhundert einen eigenen Zweig bildeten und nach und nach zu einer der städtischen Familien von Ragusa mit Ländereien rund um Trebinje wurden.
Die frühere, nicht-slawische Form von Zotović ist Zot, was auf Albanisch Herr bedeutet. Der Geograph Jevto Dedijer, der das Dorf bereiste, um seine Geschichte zu studieren, stellte fest, dass diese frühere Form im Dorf in älteren Familiendenkmälern wie einem Kreuz eingraviert war, das den Namen des Dorfältesten Petar Zot trug.